# Silene magellanica
Silene magellanica là loài thực vật có hoa thuộc họ Cẩm chướng. Loài này được Bocquet miêu tả khoa học đầu tiên.